# Aylam Orian
Aylam Orian (*  4. September 1968 in Cleveland, Ohio) ist ein US-amerikanischer Schauspieler israelischer Herkunft, der mit der Rolle des Nazi-Offiziers Wilhelm Brücke in der MGM-Produktion Stargate Origins größere Bekanntheit erlangte.

## Leben
Aylam Orian ist der Sohn israelischer Eltern polnischer, russischer und rumänischer Abstammung, die kurz nach seiner Geburt aus den USA zurück nach Israel zogen, wo Orian aufwuchs. Nach einem 4,5-jährigen Militärdienst begann er sein Studium an der Filmschule der Universität Tel Aviv, um Regisseur zu werden. Ein Kurzfilm, den er dort drehte, Siyut Birkhov Bialik (1994), eine witzige Hommage an den berühmten russischen Film Panzerkreuzer Potemkin (1925), gewann mehrere Preise und wurde auch bei den Filmfestspielen in Cannes gezeigt. Im Laufe seines Studiums gewann Orian jedoch mehr und mehr Interesse daran, selbst vor der Kamera zu stehen, und ließ sich nach Studienende zunächst von einer Schauspiel-Agentin unter Vertrag nehmen, die ihn für mehrere Werbespots vermittelte. Da er die Schauspielerei jedoch ernsthafter betreiben wollte, kehrte er im Jahr 2000 in die USA zurück, um am Lee Strasberg Theatre and Film Institute und später am Stella Adler Studio of Acting in New York zu studieren. Während seiner Zeit am Strasberg Institute übernahm er eine Tätigkeit als Verwalter der umfangreichen Materialsammlung Lee Strasbergs, die er für 9 Jahre innehatte. Dies machte ihn zu einem Experten in Sachen Lee Strasberg und der sogenannten Strasberg Methode, wovon Orian heute auch als Schauspiellehrer profitiert.
Nach seinem Studien-Abschluss gab Orian sein Fernsehdebüt in der von Robert Downey Jr. moderierten A&E-Mini-Serie Between the Lines, wo er neben namhaften Prominenten wie Hillary Clinton, John Goodman und Priscilla Presley unbekannte Briefe berühmter Persönlichkeiten las. Sein Part war ein Liebesbrief des jungen Adolf Hitler. Weitere Auftritte, unter anderem in der Fox-Show America’s Most Wanted und der NBC-Comedy-Show 30 Rock folgten, bevor Orian 2012 nach Los Angeles zog. Dort übernahm er verschiedene Neben- und Gastrollen in Serien wie Code Black, Navy CIS: L.A. und Shooter und ist als Synchronsprecher tätig. 2017 wurde er für die Rolle des Wilhelm Brücke in Stargate Origins, dem neusten Ableger des Stargate-Franchise, gecastet, wo er an der Seite von Connor Trinneer und zahlreichen Jungdarstellern einen Nazi-Offizier und Okkultisten spielt. In der 2019 in die Kinos kommenden Tragikomödie The Informer (2019) wird er an der Seite von Rosamund Pike zu sehen sein. In dem James-Mangold-Film Ford v. Ferrari, der im Sommer oder Herbst 2019 in die Kinos kommen soll, spielt er einen deutschen Kommentator des 24-Stunden-Rennen von Le Mans 1966.

## Privat
Orian lebt in Los Angeles. Er ist Veganer und engagiert sich mit seiner eigenen gemeinnützigen Organisation „Our Planet. Theirs Too“ (OPTT) für die Tierrechte. Er initiierte die Erklärung der Tierrechte (Declaration of Animal Rights) und organisiert mit OPTT jährlich am 1. Sonntag im Juni den Nationalen Tag der Tierrechte (National Animal Rights Day) in mehreren Ländern der Welt. Die Hauptveranstaltung des National Animal Rights Day 2019 in Deutschland hat am 2. Juni in Frankfurt am Main stattgefunden.

## Filmografie (Auswahl)
- 2009: Good Wife (The Good Wife; Fernsehserie, 1 Folge)
- 2012: 30 Rock (Fernsehserie, 1 Folge)
- 2015: Code Black (Fernsehserie, 1 Folge)
- 2015: Dig (Fernsehserie, 1 Folge)
- 2015: Legends (Fernsehserie, 1 Folge)
- 2016: Navy CIS: L.A. (NCIS: Los Angeles; Fernsehserie, 1 Folge)
- 2017: Shooter (Fernsehserie, 1 Folge)
- 2018: Ad Vitam (Fernsehserie, 1 Folge)
- 2018: Stargate Origins (Fernsehserie, 10 Folgen)
- 2019:  La vie scolaire – Schulalltag (La vie scolaire)
- 2019: Le Mans 66 – Gegen jede Chance (Ford v Ferrari)
- 2019: The Informer
- 2020: AJ and the Queen (Fernsehserie, 1 Folge)